# سيف شريف
سيف شريف (مواليد 14 أبريل 1995) هو لاعب جمباز القفز أو الترامبولين مصري، مثّل بلاده في الألعاب الأولمبية الصيفية 2020.

## المشاركة الأولمبية
| مصر (EGY)  | مصر (EGY)               | مصر (EGY) | مصر (EGY) | مصر (EGY) | مصر (EGY) | مصر (EGY) |
| الدورة     | الحدث                   | الرياضيّ   | التصفيات  | التصفيات  | النهائي   | النهائي   |
| الدورة     | الحدث                   | الرياضيّ   | النتيجة   | الترتيب   | النتيجة   | الترتيب   |
| ---------- | ----------------------- | --------- | --------- | --------- | --------- | --------- |
| طوكيو 2020 | جمباز ترامبولين – رجال ‏ | سيف شريف  | 96.190    | 10        | لم يتأهل  | لم يتأهل  |

## روابط خارجية
سيف شريف على موقع الاتحاد الدولي للجمباز (licence) (الإنجليزية)
- سيف شريف على موقع الاتحاد الدولي للجمباز (biography) (الإنجليزية)
- سيف شريف على موقع أوليمبيديا (الإنجليزية)